# Il romanzo della mia vita
Il romanzo della mia vita è un film del 1952, diretto da Lionello De Felice.

## Trama
Biografia romanzata-strappalacrime del cantante milanese Luciano Tajoli (che interpreta sé stesso), dalla paralisi infantile che lo lasciò con una grave menomazione alle gambe ma dotato di una splendida voce con la quale si farà strada nel mondo della canzone, prima in un concorso per dilettanti, quindi come cantante alla radio, poi nei grandi teatri. Incontrerà anche il grande amore.

## Produzione
Il film venne iscritto al Pubblico registro cinematografico con il n. 1.179. Presentato alla Commissione di Revisione Cinematografica il 5 dicembre 1952, ottenne il visto di censura n. 13.313 del 9 dicembre 1952, con una lunghezza della pellicola di 2.820 metri, a condizione di attenuare la scena in cui Gianni tenta di violare Maria, verso la metà dell'undicesimo rullo. Il 13 dicembre 1952, con lunghezza ridotta a 2.812 metri, verrà dato il via libera definitivo alla pellicola..

## Distribuzione
Il film venne distribuito nel circuito cinematografico italiano il 18 dicembre 1952.

## Accoglienza
Il film incassò 484.000.000 di lire dell'epoca.